# Gouvernement De Gasperi VII
 (septembre 2023).
Si vous disposez d'ouvrages ou d'articles de référence ou si vous connaissez des sites web de qualité traitant du thème abordé ici, merci de compléter l'article en donnant les références utiles à sa vérifiabilité et en les liant à la section « Notes et références ».

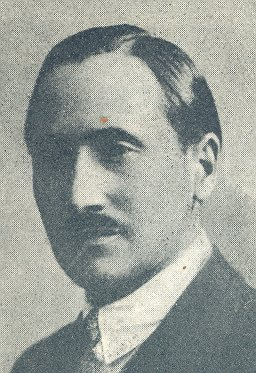
Pietro Romani, homme politique italien (1885-1973)

Le septième gouvernement d'Alcide De Gasperi est resté en poste du 26 juillet 1951 au 7 juillet 1953 pour un total de 712 jours, soit 1 an, 11 mois et 11 jours.
Il était composé de la Démocratie chrétienne et du Parti républicain italien.

## Composition
- Président du Conseil des ministres, M. Alcide De Gasperi
- Vice-Président du Conseil des ministres, M.

### Ministres
- x

## Sources
- (it) Cet article est partiellement ou en totalité issu de l’article de Wikipédia en italien intitulé « Governo De Gasperi VII » (voir la liste des auteurs).

## Compléments